# スクラロース
スクラロース（sucralose）は、人工甘味料の1つである。1976年にイギリスのテート&ライル社 (Tate & Lyle PLC) によって、ショ糖（スクロース）を化学修飾することで開発された。食品添加物として用いられ、INS番号は955である。

## 性質

### 物理化学的性質
スクラロースは4,1',6'-トリクロロガラクトスクロースとも呼ばれ、その化学式は、C12H19Cl3O8であり、分子量は 397.64 である。1%水溶液の浸透圧は約25 (mosmol/kg)である。有機塩素化合物ながら、スクロースの分子構造に似ているために水溶性が高く、20 ℃の水の場合、溶解度は283 (g/L) に達する。
ある程度の熱安定性を持ち、さらに、水溶液中では優れた耐酸性・耐熱性を示し、耐光性・長期保存安定性にも優れるため一般的な食品加工工程においては安定な物質であると認識されている。

### 味覚に関する性質
スクラロースはショ糖（スクロース、砂糖）の約600倍の甘味を持つ甘味料である。高甘味度の甘味料として知られるサッカリンやステビアは官能試験で苦味や渋味が指摘されるが、スクラロースにはそれがほとんど無いとされる。またスクラロースは後甘味で後引きがあり、ショ糖に似たまろやかな甘味と表現される。さらに、他の糖類や高甘味度の甘味料と併用すると甘味度、甘味質とも増強する傾向があり、しばしば他の甘味料との併用で清涼飲料水やアイスクリームなどに使用されている。また甘さを付与する以外の目的では、酢カドを取り除く酢なれ、塩のシャープな味（塩カド）を和らげる塩なれ、豆乳などの豆臭の緩和、エタノールの刺激を緩和する作用などがある。微量添加することにより辛み・乳感・ボディ感（コク・深み）の増強効果がある。

### 生理学的性質
ヒトはスクラロースに甘味を感じるが、ショ糖のように体内で炭水化物として消化・吸収されることはないため、生理的熱量はゼロである。また、スクラロース自身は、非う蝕性で、虫歯の原因にならないことが報告されている。
スクラロースは親水性の化合物であり、スクラロース分子のままであれば、食物連鎖によって蓄積され、生物濃縮が起こる可能性は少ない。ヒトがスクラロースを経口摂取しても、24時間後にほぼ100%が代謝・分解されることなく排泄される。スクラロースは分子あたり3つの塩素原子を含む有機塩素化合物であり、ダイオキシンやDDT、PCBsとの類似性から危険性を指摘する論もあるが、それら有害な有機塩素化合物とは異なり、ヒドロキシ基を多く持つため、親水性で素早く排出され、炭素-炭素二重結合を持たず、多量に投与しても神経毒性や脂肪への蓄積を示さず、体内で塩素を遊離することもない。消化管ではほとんど吸収されず、ヒト、イヌ、ラットなどの研究ではわずかに抱合されるのみで、代謝や加水分解を受けた形跡もなかった。
発がん性や催奇性、遺伝子への影響も認められておらず、そのような影響を及ぼし得るような構造も持っていない。
現状、糖尿病患者や子供を含めても、人口の大半で摂取上限を大きく下回っている。
一方で、マウスにスクラロースを高用量（ヒトの一日摂取許容量を体表面積で換算した量）摂取させたところ、T細胞の応答の低下が見られた。
極端な高温や低pH環境では、分解され危険な有機塩素化合物を生じることがわかっている。しかしながら、一般的な調理環境、使用量ではそういった物質は多量には生じないため、焼き菓子などへの利用であっても危険ではないと考えられている。
このような事実から、下記のように多くの国で食品添加物として認可されている。

## 製法
スクラロースはショ糖のヒドロキシ基のうち3つを選択的に塩素で置換することによって生産される。他にはラフィノースの選択的塩素化による製法もある。

## 認可
スクラロースは1991年にカナダで食品への使用が初めて認可された。
その後、米国食品医薬品局（FDA）や欧州食品安全機関（EFSA）を始めとする各国の規制当局や、FAO/WHO合同食品添加物専門家会議（JECFA)でもスクラロースの安全性が確認され、使用が認められている。
日本では1999年7月30日に食品添加物に指定され、使用基準および成分規格が定められた。しかし、日本ではスクラロース単品は食品加工会社や製薬会社などの企業向けに出荷されるのみであり、一般向けには直接市販されていない。海外サプリメントメーカーのMyproteinが一般向けに販売しており
ネット通販などで比較的容易に入手可能である。
アメリカ合衆国ではスプレンダ (Splenda) の商標で販売されており、コカコーラやペプシからスプレンダを使用したコーラが販売された。日本でも、コーラや缶コーヒーなどでアスパルテームやアセスルファムカリウムと併用したものや、単独で使用した商品（シュガーカットなど）が販売されている。
2005年3月現在、世界80ヶ国以上で認可されていて、主要な認可国は次の通りである。
- アジア
日本、インド、韓国、中国、香港、台湾 など
- 北米
アメリカ合衆国、カナダ
- 中南米
アルゼンチン、チリ、ブラジル、ペルー、メキシコ など
- ヨーロッパ
EUの加盟各国、スイス、ロシア など
- オセアニア
オーストラリア、ニュージーランド
- 中東
イスラエル、カタール、サウジアラビア など
- アフリカ
タンザニア、南アフリカ